# Hermetiomima rufipes
Hermetiomima rufipes är en tvåvingeart som beskrevs av Lindner 1938. Hermetiomima rufipes ingår i släktet Hermetiomima och familjen vapenflugor.
Artens utbredningsområde är Kongo. Inga underarter finns listade i Catalogue of Life.